# Fleadh Cheoil

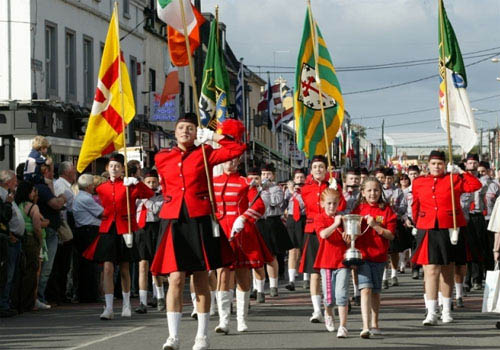
Fleadh Cheoil 2008.

Le Fleadh Cheoil (festival de musique en irlandais) est une compétition de musique irlandaise organisée par Comhaltas Ceoltóirí Éireann (CCÉ ou plus communément Comhaltas).
La compétition se déroule en plusieurs étapes. En Irlande, la sélection menant au All-Ireland Fleadh passe par des épreuves au niveau des comtés puis des provinces, alors qu'en Grande-Bretagne, des épreuves régionales amènent graduellement au niveau national. L'Amérique du Nord organise deux qualifications régionales Fleadh Cheoil. Le Mid Atlantic Fleadh couvre la côte est des États-Unis, l'est du Canada et les îles. Le Midwest Fleadh regroupe quant à lui le reste de l'Amérique du Nord, de Cleveland, Chicago, Saint Louis, Atlanta et Detroit à San Francisco.
Les catégories distinguent les classes d'âge suivantes : moins de 12 ans, de 12 à 15 ans, de 15 à 18 ans et senior (plus de 18 ans).

## Histoire
Le premier festival national de musique irlandaise traditionnelle fut organisé à Mullingar en 1951. Lors de l'inauguration de septembre 1951, CCÉ proposa le nom de Fleadh Cheoil, dans l'intention d'en faire un grand festival national. Depuis, de nombreuses villes ont accueilli le Fleadh Cheoil.
Dans les années qui suivirent, le nombre de demandes de participation devint si important que des pré-qualifications furent organisées au niveau des comtés puis des provinces. Depuis lors Fleadh Nua (nouveau fleadh), Fleadh na Breataine (pour la Grande-Bretagne) et deux fleadhanna aux États-Unis, sont devenus des événements CCÉ annuels.
Le but initial du Fleadh Cheoil était d'établir, pour la musique irlandaise traditionnelle, des standards grâce aux compétitions. C'est donc devenu sa caractéristique principale, mais il est également l'occasion de nombreux concerts, de céilíthe, de parades et de sessions.
Aujourd'hui, après 50 ans d'existence, les fleadhanna de selection et la finale sont l'occasion de rassembler des milliers de musiciens annuellement (près de 20 000 par an), des chanteurs et des danseurs, qui font vivre la tradition musicale.
Le festival 2008, à Tullamore (comté d'Offaly) a rassemblé une foule de près de 250 000 personnes, faisant de Fleadh Cheoil le plus grand festival d'Irlande.

## Les compétitions par catégories
D'après le règlement de CCÉ pour 2005 :
Les compétitions de solistes sont organisées pour les instruments suivants : fiddle, accordéon à deux rangées, Irish flute, tin whistle, concertina, uilleann pipes, harpe, harmonica (orgue à bouche), banjo, mandoline (excluant le banjo-mandoline), piano, mélodéon, bodhrán, cornemuses, divers instruments tels que l'accordéon à 3 ou 5 rangées, harmonica chromatique, ensemble de percussions, instruments d'accompagnement (restreint aux piano, harpe, guitare et autres bouzoukis), chant en irlandais et en anglais, sifflement, gavottage, créations de ballades en anglais ou en irlandais.
Des compétitions de slow airs peuvent également être organisées pour toutes les tranches d'âge, pour les instruments suivants : fiddle, Irish flute, whistle et uilleann pipes.
Des compétitions pour duos, trios, ceilí band et groupes instrumentaux, ensembles d'accordéons, pipe band et ensembles divers, sont également organisées.
L'ensemble du règlement peut varier d'une année à l'autre,.

## Source
- (en) Cet article est partiellement ou en totalité issu de l’article de Wikipédia en anglais intitulé « Fleadh Cheoil » (voir la liste des auteurs).

### Articles liés
- Liste des vainqueurs du titre All-Ireland Flead
- Liste des villes ayant accueilli le All-Ireland Fleadh
- Comhaltas Ceoltóirí Éireann